# Bezeichnungssystem für Luftfahrzeuge der US Army von 1956 bis 1962
Das Bezeichnungssystem für Luftfahrzeuge der US Army von 1956 bis 1962 war ein im Jahre 1956 bei der US Army eingeführtes Bezeichnungssystem für das von ihr eingesetzte fliegende Gerät. 

## Bezeichnungssystem
Dieses System war gegenüber dem der United States Air Force (USAF) deutlich vereinfacht. Bis 1956 verwendete auch die US Army das Bezeichnungssystem der USAF, das selbst aus einem System des United States Army Air Corps entstand. Die Sonderlösung der Army bestand bis zum 18. September 1962, als das bis heute gültige Tri-Service-System für das Fluggerät aller Waffengattungen verbindlich vorgeschrieben wurde.
Der erste Buchstabe in der Bezeichnung stand für den Typ des Luftfahrzeugs, während der zweite die Funktion des Typs angab. Es waren so 12 Kombinationen möglich, die jedoch nicht alle verwendet wurden. Nach den beiden Buchstaben folgte eine für jede Kombination fortlaufend vergebene Nummer. 
Varianten eines einzelnen Musters werden hinter der Zahl durch einen weiteren Buchstaben gekennzeichnet. Zum Schluss folgt mit einer Buchstabenkombination der Hinweis auf den Hersteller.  Ein Beispiel ist die Bezeichnung des Hubschraubers YHO-3 BR während der Erprobung bei der US Army. Die Herstellerkennung wurde in der Praxis jedoch oft weggelassen.
Die militärischen Seriennummern der Army-Flugzeuge wurden weiterhin durchgehend in das System der US Air Force integriert, es wurden lediglich besondere Nummernblöcke für die Army vorgesehen.
| 1. Kennbuchstabe | Luftfahrzeugtyp          |
| ---------------- | ------------------------ |
| A                | Starrflügelflugzeug      |
| H                | Drehflügler (Helikopter) |
| V                | V/STOL-Flugzeug          |

| 2. Kennbuchstabe | Einsatzzweck              |
| ---------------- | ------------------------- |
| C                | Transport (Cargo)         |
| U                | Mehrzweck (Utility)       |
| O                | Beobachtung (Observation) |
| Z                | Experimental              |

| 3. Buchstabengruppe | Hersteller          |
| ------------------- | ------------------- |
| AF                  | Grumman             |
| AP                  | Curtiss-Wright      |
| BR                  | Brantly             |
| DA                  | Doak                |
| DH                  | De Havilland Canada |
| GI                  | Goodyear            |
| HU                  | Hughes              |
| P                   | Piasecki            |
| RY                  | Ryan                |
| V                   | Avro Canada         |

## Bekanntgewordene Anwendungen
| Army-Bezeichnung | Flugzeugtyp                         | spätere Tri-Service Bezeichnung                                   |
| ---------------- | ----------------------------------- | ----------------------------------------------------------------- |
| AC-1             | De Havilland Canada Caribou         | V-2, C-7                                                          |
| AC-2             | De Havilland Canada Buffalo         | V-7, C-8                                                          |
| AO-1             | Grumman Mohwak                      | V-1                                                               |
| AO-2             | Goodyear 466 Inflatoplane           |                                                                   |
| AO-3             | Goodyear 468 Inflatoplane           |                                                                   |
| AU-1             | De Havilland Canada Otter           | U-1                                                               |
| AZ-1             | MSU Marvelette                      |                                                                   |
| HC-1             | Vertol 107                          | HC-1A (Model 107) wurde H-46 HC-1B Chinook (Model 114) wurde H-47 |
| HO-1             | Sud-Ouest Djinn                     |                                                                   |
| HO-2             | Hughes 269                          | H-55                                                              |
| HO-3             | Brantly B-2                         |                                                                   |
| HO-4             | Bell 206                            | H-4, später H-57 und H-58                                         |
| HO-5             | Fairchild Hiller FH-1100            | H-5                                                               |
| HO-6             | Hughes 369 Cayuse                   | H-6                                                               |
| HU-1             | Bell Iroquois                       | H-1                                                               |
| HZ-1             | de Lackner HZ-1, vorher YHO-2       |                                                                   |
| VZ-1             | Hiller Flying Platform, vorher HO-1 |                                                                   |
| VZ-2             | Vertol 76                           |                                                                   |
| VZ-3             | Ryan 72 Vertiplane                  |                                                                   |
| VZ-4             | Doak 16                             |                                                                   |
| VZ-5             | Fairchild M224-1                    |                                                                   |
| VZ-6             | Chrysler                            |                                                                   |
| VZ-7             | Curtiss Wright                      |                                                                   |
| VZ-8             | Piasecki 59K                        |                                                                   |
| VZ-9             | Avro Canada Avrocar                 |                                                                   |
| VZ-10            | Lockheed XV-4                       | V-4                                                               |
| VZ-11            | Ryan XV-5                           | V-5                                                               |
| VZ-12            | Hawker P.1127 Kestrel               | V-6                                                               |